# 연일형산초등학교
연일형산초등학교는 대한민국 경상북도 포항시 남구에 있는 초등학교다.

## 학교 연혁
- 2001.01.27 연일형산초등학교로 교명 결정
- 2001.03.01 개교 - 19학급 587명(남322명, 여265명)
- 2001.03.01 초대 권영걸 교장 취임
- 2002.12.29 연일형산초등학교 병설유치원 인가(1학급)
- 2004.03.01 제2대 오용진 교장 취임
- 2004.03.01 경상북도교육청 지정 YP시범학교(2004.3.1~2006.2.28)
- 2004.09.01 제3대 이상원 교장 취임
- 2005.02.17 제5회 졸업식(101명, 졸업생 누계 463명)
- 2006.03.01 제4대 전장수 교장 취임
- 2006.03.01 23학급 701명(남 371명, 여 330명), 유치원 1학급 8명
- 2007.02.15 제6회 졸업식(94명, 졸업생 누계 557명)
- 2007.03.01 21학급 663명, 유치원 1학급 13명
- 2007.09.01 제5대 김춘식 교장 취임
- 2008.02.20 제7회 졸업식(91명, 졸업생 누계 648명)
- 2008.03.01 21학급 621명, 유치원 1학급 12명
- 2008.03.01 경상북도교육청지정 독서논술시범학교 지정
- 2009.02.20 제8회 졸업식(83명, 졸업생 누계 731명)
- 2009.03.01 20학급 편성(579명)
- 2009.03.02 입학식(91명)
- 2009.03.06 병설유치원 취원식(12명)
- 2010.02.18 제9회 졸업식(79명 졸업), 졸업생 누계 810명
- 2010.03.01 경상북도교육청지정 다문화교육 연구학교 지정
- 2010.03.01 20학급 편성
- 2010.03.02 입학식(101명)
- 2010.03.03 병설유치원 취원식(11명)
- 2010.09.01 제6대 김상규 교장 취임
- 2011.02.18 제10회 졸업식(90명 졸업), 졸업생 누계 897명
- 2011.04.01 경상북도포항교육지원청 지정 창의.인성교육 선도학교
- 2012.02.16 제11회 졸업식(85명 졸업), 졸업생 누계 982명
- 2012.03.02 입학식(83명)
- 2012.09.01 제7대 김명한 교장 취임
- 2013.02.19 제12회 졸업식(80명 졸업), 졸업생 누계 1062명
- 2013.03.04 입학식(74명)
- 2014.02.13 제13회 졸업식(70명 졸업), 졸업식 누계 1132명
- 2014.03.03 입학식(80명)
- 2015. 02. 16 제 14회 졸업식(62명 졸업), 졸업생 누계 1,191명
- 2015. 09. 01 제 8대 김태식 교장 부임
- 2016. 02. 17 제 15회 졸업식(75명 졸업), 졸업생 누계 1,266명
- 2017. 02. 10 제 16회 졸업식(57명 졸업), 졸업생 누계 1,323명
- 2017. 03. 01. 제 9대 김영식 교장 부임
- 2017. 03. 01. 2017학년도 18학급 편성
- 2017. 03. 02. 2017학년도 입학식(63명)
- 2017. 03. 06. 병설유치원 입학식(15명)
- 2017. 03. 24. 경상북도교육청 지정 상호방문형 국제교류 운영 학교 지정
- 2018. 02. 13. 제 17회 졸업식(73명 졸업), 졸업생 누계 1,396명
- 2018. 03. 01.  18학급(특수학급 1학급 신설), 유치원 1학급 편성